# Aspilapteryx spectabilis
Aspilapteryx spectabilis là một loài bướm đêm thuộc họ Gracillariidae. Nó được tìm thấy ở Tyrol, nơi có độ cao từ 2.200 đến 2.500 met.
Ấu trùng có thể ăn Plantago atrata. Chúng có thể ăn lá nơi chúng làm tổ.